# Архитектура системы для энтузиастов
Архитектура системы для энтузиастов (англ. Enthusiast System Architecture, сокр. ESA) — свободный от роялти  протокол для двустороннего взаимодействия компонентов персонального компьютера, опубликованный в 2007 году. Применяется для отслеживания температуры таких компонентов компьютерного аппаратного обеспечения, как корпус и блок питания. Последняя (на данный момент) версия спецификации ESA 1.0 была выпущена в 2007 году. ESA был создан корпорацией Nvidia в сотрудничестве с рядом других компаний.
ESA строится на основе актуальной спецификации класс пользовательских устройств (USB HID), и спецификации ESA были отосланы специальному комитету USB Implementers Forum, занимающимся устройствами ввода-вывода (HID), для обсуждения и утверждения. Все ESA-сертифицированные устройства должны оснащаться логотипом совместимости с USB 2.0. Считывание показателей температуры, напряжения, питания, уровень загрузки, статус, позиции и многого другого может производиться, например, при помощи прикладной программы Nvidia System Tools, при этом многие показатели, как, например, режим функционирования, напряжение, количество оборотов в минуту (у вентиляторов), могут настраиваться непосредственно при помощи этой утилиты.
ESA-устройства имеют микроконтроллер, который объединяет встроенный USB 2.0-совместимый полноскоростной контроллер и ESA-совместимые аппаратные компоненты, позволяя их подключать к материнской плате при помощи USB-кабеля. ESA-совместимые аппаратные устройства представляются «коллекциями». Внутри коллекций существуют «зоны». Внутри зон организовываются различные сенсорные датчики и датчики контроля.

## Дополнительные источники
- Официальная страница (англ.) на сайте Nvidia